# Египтологическая айн
Ꜥ, ꜥ (айн, египтологическая айн) — буква расширенной латиницы, происходящая от дасии и используемая в египтологии для транслитерации иероглифа 
| a |

.

## Использование

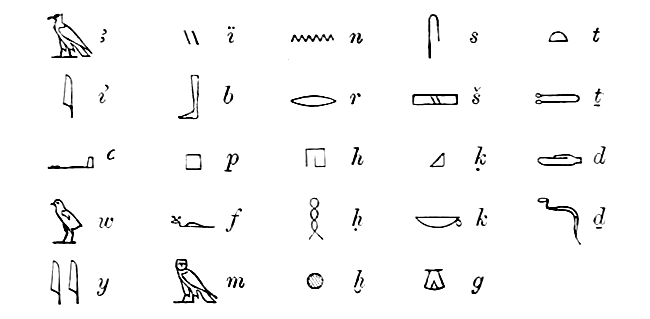
Таблица транслитерации египетских иероглифов в журнале Zeitschrift für ägyptische Sprache und Alterthumskunde, 1889 год.

В египтологии используется для передачи иероглифа 𓂝 (айн), обозначающего звук [ʕ], в частности, в научном журнале Zeitschrift für Ägyptische Sprache und Altertumskunde начиная с 1889 года (заменила ранее использовавшуюся ā), у Алана Хендерсона Гардинера (1927) и у Райнера Ханнига (1995).
По техническим причинам вместо данной буквы может использоваться левая половина кружка (ʿ), зеркальный апостроф (ʽ) или перевёрнутый апостроф (ʻ).